# Paraguay aux Jeux olympiques d'été de 2016
Le Paraguay participe aux Jeux olympiques d'été de 2016 à Rio de Janeiro au Brésil du 5 août au 21 août. Il s'agit de sa 12e participation à des Jeux d'été.

## Athlétisme

### Homme

#### Course
| Athlètes     | Compétitions | Série | Série | Demi-finales | Demi-finales | Finale          | Finale |
| ------------ | ------------ | ----- | ----- | ------------ | ------------ | --------------- | ------ |
| Athlètes     | Compétitions | Temps | Rang  | Temps        | Rang         | Temps           | Rang   |
| Derlis Ayala | Marathon     | NC    | NC    | NC           | NC           | 2 h 39 min 40 s | 136e   |

### Femme

#### Course
| Athlètes        | Compétitions | Série | Série | Demi-finales | Demi-finales | Finale          | Finale |
| --------------- | ------------ | ----- | ----- | ------------ | ------------ | --------------- | ------ |
| Athlètes        | Compétitions | Temps | Rang  | Temps        | Rang         | Temps           | Rang   |
| Carmen Martínez | Marathon     | NC    | NC    | NC           | NC           | 2 h 56 min 43 s | 115e   |

## Aviron
Légende: FA = finale A (médaille) ; FB = finale B (pas de médaille) ; FC = finale C (pas de médaille) ; FD = finale D (pas de médaille) ; FE = finale E (pas de médaille) ; FF = finale F (pas de médaille) ; SA/B = demi-finales A/B ; SC/D = demi-finales C/D ; SE/F = demi-finales E/F ; QF = quarts de finale; R= repêchage
| Athlète            | Compétition  | Séries        | Séries | Repêchage     | Repêchage | Quarts de finale | Quarts de finale | Demi-finales  | Demi-finales | Finale        | Finale |
| ------------------ | ------------ | ------------- | ------ | ------------- | --------- | ---------------- | ---------------- | ------------- | ------------ | ------------- | ------ |
| Athlète            | Compétition  | Temps         | Rang   | Temps         | Rang      | Temps            | Rang             | Temps         | Rang         | Temps         | Rang   |
| Arturo Rivarola    | Skiff hommes | 7 min 29 s 23 | 3 QF   | Exempt        | Exempt    | 7 min 17 s 12    | 6 SC/D           | 7 min 41 s 43 | 6 FD         | 7 min 18 s 34 | 24     |
| Gabriela Mosqueira | Skiff femmes | 8 min 27 s 39 | 4 R    | 7 min 59 s 32 | 2 QF      | 7 min 54 s 49    | 5 SC/D           | 8 min 22 s 84 | 5 FD         | 7 min 44 s 62 | 19     |